# Calcilutiet
Calcilutiet is een type kalksteen dat voornamelijk is samengesteld (voor meer dan 50 procent) uit ofwel klei-formaat of een combinatie van silt-formaat en klei-formaat hebbende detritische (verweerde) carbonaatkorrels. Deze korrels bestaan hetzij uit fossielfragmenten, oöiden, intraclasten, pellets, andere korrels of een combinatie hiervan. De term calcilutiet werd oorspronkelijk voorgesteld in 1903 door Grabau als een deel van zijn calcilutiet, calcareniet en calcirudiet carbonaat-classificatiesysteem gebaseerd op de grootte van de detritische korrels die samen kalksteen vormen. In de oorspronkelijke classificatie van kalksteen volgens de dominante korrelgrootte hadden calcisiltieten geen naam en waren ze geclassificeerd als calcilutiet. In deze classificatie, die gevolgd wordt door de meeste gelogen, bestaat calcilutiet uit zowel silt- als klei-formaat (van minder dan 0,062 mm in diameter) korrels. Het is de carbonaat-equivalent van mudstone. Calcilutieten kunnen zich ophopen in een grote verscheidenheid van mariene en lacustriene milieus.